# St Albans Abbey (stacja kolejowa)
Stacja kolejowa St Albans Abbey (ang. St Albans Abbey railway station) – jedna z dwóch czynnych stacji kolejowych w St Albans (Hertfordshire, Anglia). Kod stacji: SAA.
Stacja posiada 1 peron i 1 tor. Obsługiwana jest przez London Midland. Obsługuje ok. 58 328 pasażerów rocznie (dane za rok 2021/2022). 

## Połączenia
St Albans Abbey jest stacją końcową połączenia ze stacją Watford Junction w Watford. Połączenie nosi nazwę Abbey Line (lub St Albans Abbey Branch Line, popularnie także Abbey Flyer). 
Pociąg kursuje co 45 minut w dni powszednie i soboty oraz co gdzinę w niedziele i dni powszednie wieczorem. 

### Planowane połączenia
Do roku 2011 zostanie przeprowadzona modernizacja trasy. Pociągi zostaną zastąpione tramwajami i uruchomione zostaną dodatkowe kursy (2-3 na godzinę), co pozwoli na przewóz 450 000 pasażerów rocznie. Planowane jest także przedłużenie przyszłej linii tramwajowej do centrum miasta oraz do Hatfield.

## Historia

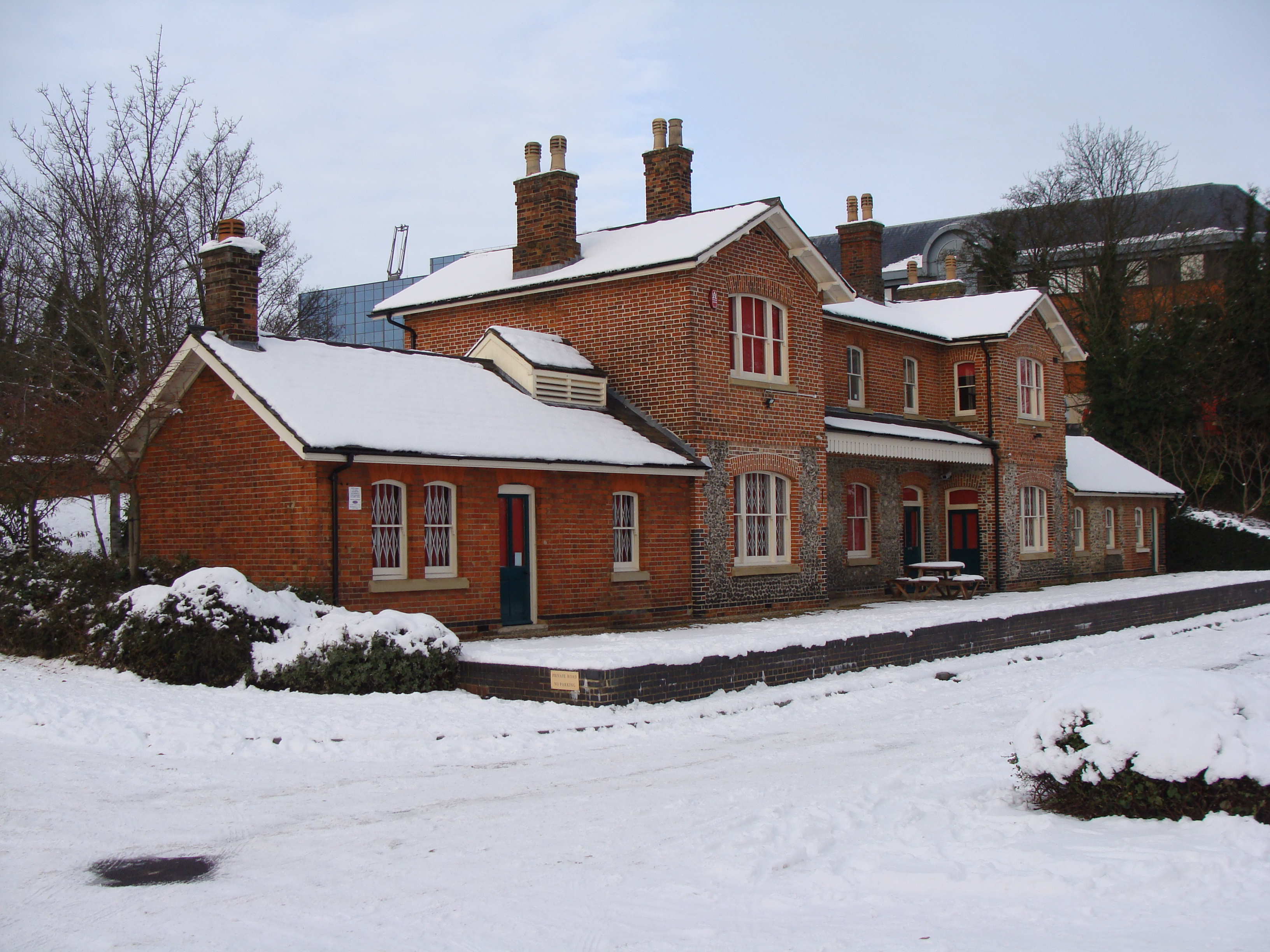
Dawna stacja kolejowa na linii St Albans Abbey - Hatfield

Stacja kolejowa St Albans Abbey (wówczas jako St Albans) została otwarta 5 maja 1858, łącząc St Albans z Watford. Pierwotnie planowano wydłużenie trasy na północ do Luton i Dunstable, jednak po wybudowaniu w 1868 nowej stacji w mieście (obecnie St Albans City) z planów tych zrezygnowano. W tym czasie stacja obsługiwała także połączenie z Hatfield (dziś trasa funkcjonuje jako droga rowerowa łącząca obydwa miasta). Dla rozróżnienia stacji w roku 1924 do nazwy dodano człon "Abbey", pochodzący od istniejącego w mieście opactwa (ang. "abbey").

## Adres
Holywell Hill

St Albans

Hertfordshire

AL1 2DN